# Batterie d'artillerie légère de McLain (Colorado)
La batterie d'artillerie légère de McLain (McLain's Independent Light Artillery Battery), était une batterie d'artillerie appartenant à l'armée de l'Union pendant la guerre de Sécession. Son nom est parfois orthographié "Batterie de McLane". 

## Historique
La batterie fut constituée à Denver, Colorado, le 15 décembre 1862 et rassemblée sous le commandement du capitaine William D. McLain. 
La batterie fut rattachée au district de Colorado jusqu'en juillet 1864. Elle rejoint ensuite le District de l'Arkansas supérieur jusqu'en décembre 1864 puis le District du sud du Kansas jusqu'en avril 1865. Enfin, elle fut affectée au District du nord du Kansas jusqu'en août 1865. 
La batterie d'artillerie légère de McLain fut démobilisée le 31 août 1865. 

## Etats de service
En service au Fort Lyon, Colorado, elle lutta contre les Indiens, de décembre 1862 à juillet 1863. Elle était stationnée au Camp Weld jusqu'en décembre 1863 puis envoyée en reconnaissance au départ Fort Garland du 12 au 16 octobre 1863.  Stationnée à Denver de décembre 1863 à juin 1864 elle fut envoyée en expédition à Republican River, Kansas, du 8 au 23 avril 1864.   
Engagée à Big Bushes, Smoky Hill, Kansas, le 16 avril, elle fut ensuite envoyée au district du Kansas en juin 1864. Stationnée ensuite à Fort Larned, district du Sud Kansas, jusqu'en août 1864 (un détachement était à Lawrence, Kansas) elle fut envoyée à Lawrence le 9 août puis dans le Haut Arkansas.  
En poste à Paola, Kansas jusqu'en octobre, elle fut engagée pour stopper l'invasion de Price en Octobre-Novembre.  
Elle opéra ensuite à Little Blue le 21 octobre puis à Big Blue le 22 octobre et Westport le 23 octobre. Elle participa à la poursuite de Price du 24 octobre au 2 décembre. On la retrouve à Mine Creek, Marias Des Cygnes, Charlot le 25 octobre puis à Newtonia le 28 octobre et Cane Hill, le 6 novembre.  Elle stationne ensuite à Paola jusqu'en mai 1865.  Envoyée à Fort Scott et Fort Gibson, elle sert dans le district du North Kansas jusqu'en août. 

## Commandants
- Capitaine William D. McLain

## Voir également
- Liste des unités de guerre civile du Colorado
- Colorado dans la guerre civile